# Malajstrandpipare
Malajstrandpipare (Anarhynchus peronii) är en vadarfåglar i familjen pipare som förekommer i Sydostasien.

## Utseende
Malajstrandpiparen är en liten (14–16 cm) strandpipare, i stort lik nära släktingen svartbent strandpipare men något mindre och sattare. Hanen har ett svart band i pannan, rostfärgad hjässbakdel och ett svart ögonstreck. Den är vit på undersidan, liksom i ett smalt vitt halsband. På bröstsidan syns en svart fläck som övergår i ett svart band i nacken, nedanför det vita halsbandet. I flykten syns ett vitt vingband. Hos honan är det svarta på huvudet och bröstet ersatt av rostbrunt, ibland med svarta fläckar. Svartbent strandpipare saknar det svarta bandet hos hanen och den rostbruna bröstfläcken hos honan, medan benen är mörkare.

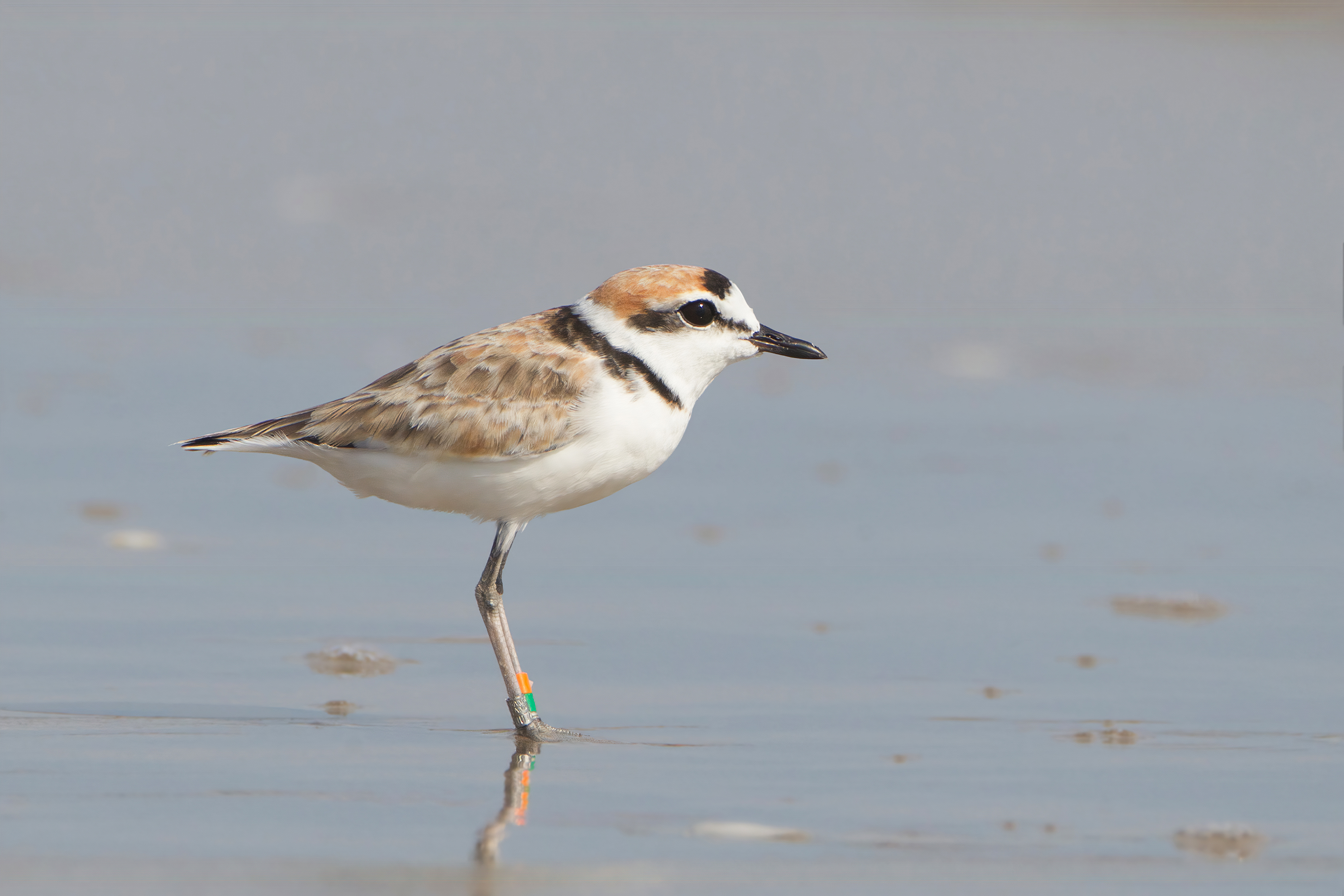
Hane.

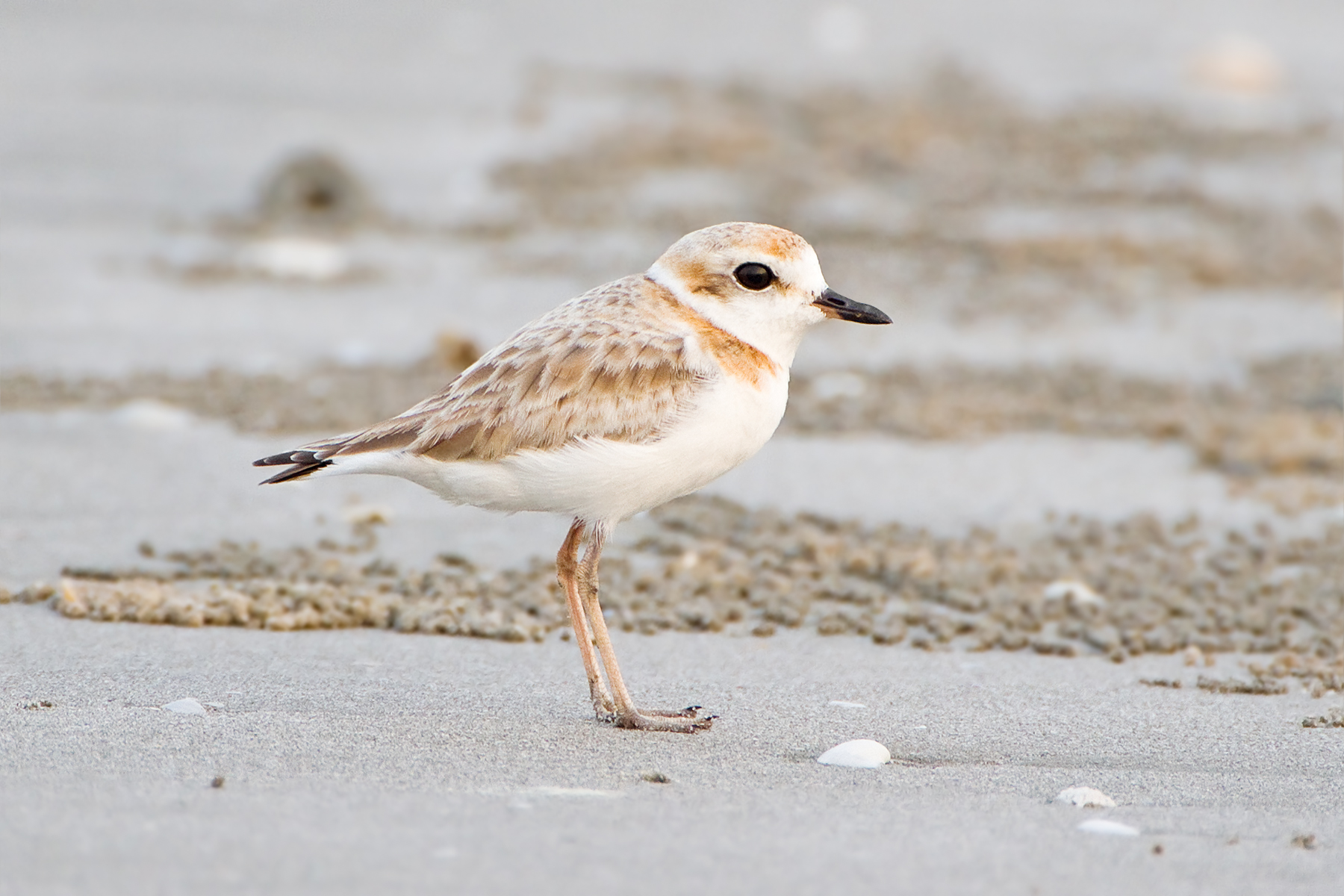
Hona.

## Utbredning och systematik
Fågeln förekommer utmed sandiga kuster i Sydostasien, närmare bestämt från södra Thailand, Malackahalvön, södra Kambodja och södra Vietnam till Sumatra, Borneo, Filippinerna och Sulawesi samt från Bali till Timor. Den behandlas som monotypisk, det vill säga att den inte delas in i några underarter.

### Släktestillgörighet
Malajstrandpipare placeras traditionellt, liksom de flesta pipare, i det stora släktet Charadrius. Flera genetiska studier har dock visat att arterna i släktet inte är varandras närmaste släktingar. Istället är en stor grupp strandpipare, däribland malajstrandpipare, närmare släkt med vipor i Vanellus och andra udda pipare som australiska inlandspiparen (Peltohyas australis) och arten snednäbb i Nya Zeeland (Anarhynchus frontalis) än med typarten för släktet större strandpipare.  Tongivande Clements m.fl. implementerade 2023 dessa resultat i sin systematik, vilket medfört att denna grupp lyfts ur Charadrius och istället förenats med snednäbben i släktet Anarhynchus. 

## Levnadssätt
Malajstrandpiparen frekventerar stilla sandiga vikar, korallsandstränder, öppna dynfält och av människan skapade sandtag. Där lever den i par och beblandar sig vanligen inte med andra vadare. Ungfåglar födosöker i våtmarker och på tidvattensslätter. Arten häckar huvudsakligen på stränder, även om forskning visat att saltslätter också är användbara. De senare tros sannolikt bli allt viktigare när exploatering för turism påverkar sandstränder i artens utbredningsområde, framför allt i Thailand.

## Status och hot
Malajstrandpiparen tros ha en rätt liten världspopulation uppskattad till endast mellan 6 700 och 17 000 vuxna individer. På grund av exploatering av dess levnadsmiljö tros den också minska i antal. Internationella naturvårdsunionen IUCN kategoriserar därför arten som nära hotad.

## Namn
Fågelns vetenskapliga artnamn hedrar François Péron (1775-1810), fransk naturforskare som var medlem i Nicolas Baudins expedition 1800-1804.